# Подкопаев, Степан Иванович
Степан Иванович Подкопаев (2 января 1898 — 21 июля 1979) — Герой Советского Союза.

## Биография
Родился в 1898 году на хуторе Ключи (ныне Нижнедевицкого района, Воронежская область) в крестьянской семье; рано потерял родителей, батрачил. Во время гражданской войны был участником партизанского движения на Алтае.
С 1920 года жил и работал в Черепановском, затем в Искитимском районах Новосибирской области. Был одним из первых вступивших в колхоз, где работал столяром.
Осенью 1941 года уже зрелым мужчиной, имеющим 5 детей, вместе со старшим сыном Иваном был призван на фронт.
Участвовал в обороне Ленинграда. После ранения и госпиталя попал на 2-й Украинский фронт. Он был командиром отделения 616-го отдельного саперного батальона 337-й стрелковой дивизии 40-й армии, Воронежский фронт.
…ефрейтор Подкопаев в бою 16 сентября 1943 года взорвал дамбу и балочный мост через реку Сулла у села Хорошки (Лубенский район Полтавской области). В ночь на 22 сентября 1943 года при форсировании Днепра у села Зарубенцы Каневского района Черкасской области умело осуществил переправу стрелковых подразделений и боеприпасов, чем способствовал захвату и удержанию плацдарма на правом берегу реки.

За мужество и героизм, проявленные при форсировании Днепра, указом Президиума Верховного Совета СССР от 13 ноября 1943 года Подкопаеву Степану Ивановичу было присвоено звание Героя Советского Союза.
Окончание войны застал в Вене.
После окончания войны вернулся в Сибирь, жил в Черепановском районе. Работал в пожарном депо в городе Искитиме.
Умер в 1979 году.

## Награды
Награждён орденами Ленина (13.11.1943), Славы 3-й степени (5.04.1944), медалями.

## Память
- На доме, где в последнее время он проживал, и на здании пожарной части, где он работал после войны, есть мемориальная доска в его память.
- Его именем названа улица в посёлке Раздольный Искитимского района Новосибирской области.
- Портрет на Аллее памяти в городе Черепаново.
- В Новосибирске его имя увековечено на Аллее Героев у Монумента Славы.
- Бюст в городе Искитиме перед Краеведческим музеем.